# Ralf Reichenbach
Ralf Reichenbach (Wiesbaden, República Federal Alemana, 31 de julio de 1950-Berlín, 12 de febrero de 1988) fue un atleta alemán especializado en la prueba de lanzamiento de peso, en la que consiguió ser subcampeón europeo en 1974.

## Carrera deportiva
En el Campeonato Europeo de Atletismo de 1974 ganó la medalla de plata en el lanzamiento de peso, con una marca de 20.38 metros, siendo superado por el también alemán Hartmut Briesenick (oro con 20.50 metros) y por delante del británico Geoff Capes (bronce con 20.21 metros).